# Anita Włodarczyk
Anita Włodarczyk, poljska atletinja, * 8. avgust 1985, Rawicz, Poljska. 
Nastopila je na poletnih olimpijskih igrah v letih 2008, 2012 in 2016 v metu kladiva. V letih 2012 in 2016 je osvojila zaporedna naslova olimpijske prvakinje. Na svetovnih prvenstvih je osvojila tri naslove prvakinje v letih 2009, 2015 in 2017 ter podprvakinje leta 2013, na evropskih prvenstvih pa štiri zaporedne naslove prvakinje v letih 2012, 2014, 2016 in 2018 ter bronasto medaljo leta 2010. Šestkrat je postavila nov svetovni rekord v metu kladiva, njen met 82,98 m dosežen 28. avgusta 2016 je aktualni svetovni rekord.